# Калоян и златният печат
„Калоян и златният печат“ е книга-игра, която излиза през септември 2013 година. Неин автор е Георги Караджов. Тя е първата книга-игра, която излиза в България на историческа тема от т.н „Нова вълна“ в книгите-игри. Първоначално започнал като тема-инициатива на форума за книги-игри, проектът се разраства и за момента обхваща два тома.
„Калоян и златният печат“ съдържа 666 епизода, разделени в 7 глави: „Преврат“, „Българин в Цариград“, „Бягство от Константинопол“, „Битка в Тревненския проход“, „Първи стъпки“, „Опознай родината си“ и „Красива като куманка“. Те проследяват в хронологичен ред живота на Калоян във Византия, връщането му в България, възкачването му на престола и женитбата му с куманката Целгуба.
Всички решения, които се взимат в „Калоян и златният печат“, ще играят важна роля във втората част на поредицата – „Калоян Ромеоктон“, където Калоян ще трябва да се изявява като мъдър и справедлив управник на България.

## Награди
През 2013 година печели наградата Златна никса за най-добра книга-игра излязла през предходната година.